# Hermann von Lucanus

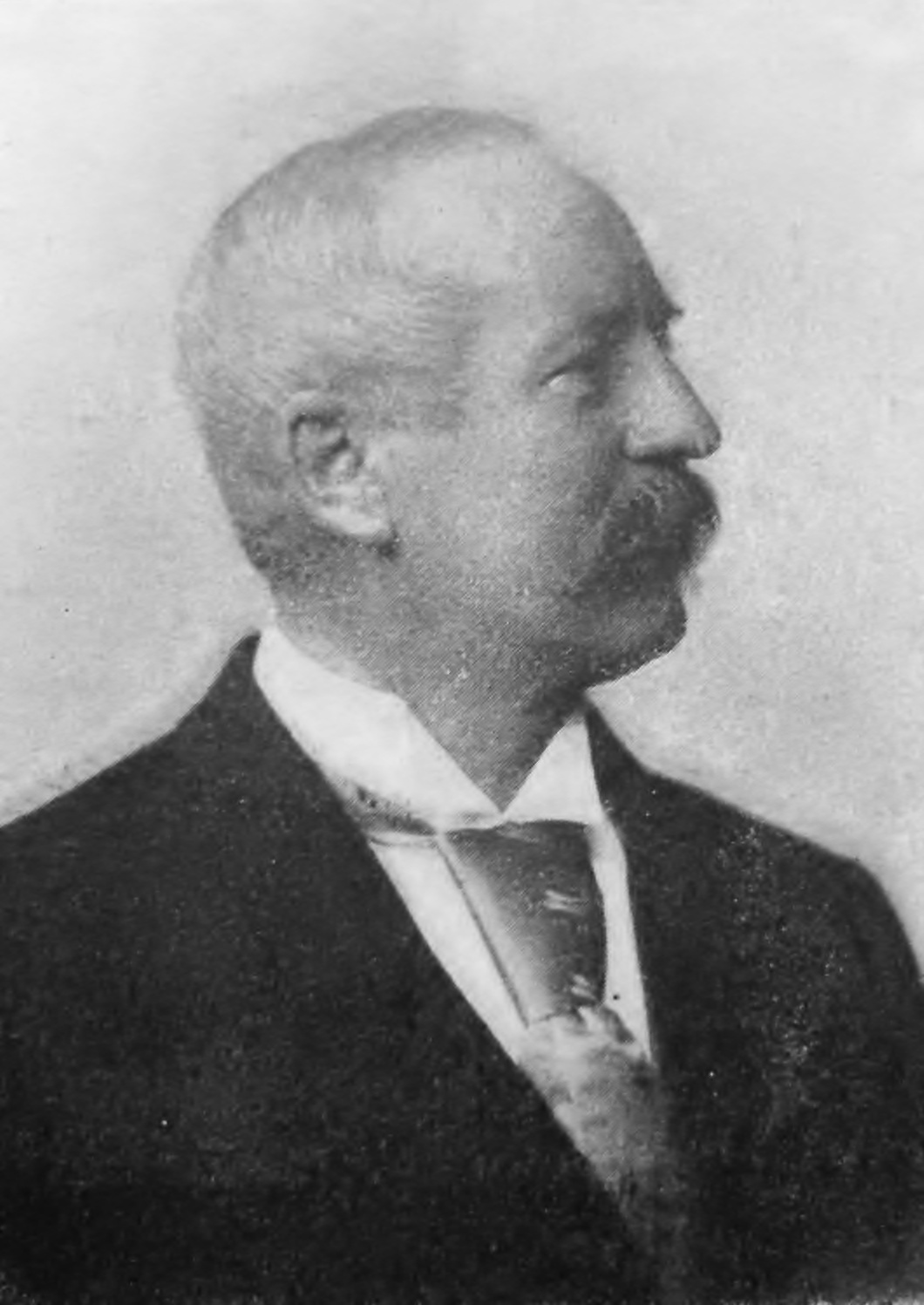
Hermann von Lucanus.

Hermann von Lucanus, född 24 maj 1831 i Halberstadt, död 3 augusti 1908 i Potsdam, var en tysk ämbetsman.
Lucanus inträdde 1854 i preussiska kultusministeriets tjänst och avancerade där 1881 till understatssekreterare. Från 1888 var han till sin död chef för kejsar Vilhelm II:s civilkabinett. Som sådan var Lucanus en symbol för den kejserliga maktfullkomligheten, särskilt sådan den visade sig vid de genom honom överbringade budskapen till bland andra ministrar (även till Otto von Bismarck 1890) om, att tiden för deras avgång var inne. Lucanus blev 1884 hedersdoktor i Göttingen och Halle an der Saale och 1866 verkligt geheimeråd samt adlades 1888.